# Xypechtia rubripes
Xypechtia rubripes är en insektsart som beskrevs av Sjöstedt 1921. Xypechtia rubripes ingår i släktet Xypechtia och familjen gräshoppor. Inga underarter finns listade i Catalogue of Life.